# Takayasu Kawai
Takayasu Kawai (født 7. marts 1977) er en tidligere japansk fodboldspiller.
Han har spillet for flere forskellige klubber i sin karriere, herunder Bellmare Hiratsuka og Cerezo Osaka.